# Салимшоев, Кабир
Кабир Салимшоев (род. 1 августа 2004, Душанбе) — таджикский футболист, полузащитник клуба «Хосилот».

## Карьера

### «Динамо-Авто»
Воспитанник клуба «Локомотив-Памир». В июле 2022 года перешёл в «Динамо-Авто». Дебютировал за клуб 20 августа 2022 года против клуба «Сфынтул Георге». Провёл за клуб 9 матчей и в январе 2023 года покинул клуб, результативными действиями не отличившись.

### «Хосилот»
В феврале 2023 года футболист присоединился к душанбинскому «Динамо». В июле 2023 года футболист стал игроком таджикского клуба «Хосилот». Дебютировал за клуб 3 августа 2023 года в матче против клуба «Хатлон».

## Международная карьера
В сентябре 2019 года выступал за сборную Таджикистана до 16 лет на квалификации на юношеский чемпионат Азии до 16 лет, где в 4 матчах отличился 3 голами. В январе 2021 года отправился с юношеской сборной Таджикистана до 17 лет на Кубок Развития в Белоруссию. По итогу стал победителем турнира. В феврале 2022 года дебютировал за юношескую сборную Таджикистана до 19 лет. 
В сентябре 2022 года отправился на квалификационные матчи на молодёжный Кубок Азии со сборной до 20 лет. Дебютировал за сборную 14 сентября 2022 года в матче против сверстников из Сингапура, против которых сыграли вничью. В феврале 2023 года футболист вместе со сборной отправился на основной этап турнира. Первый матч на турнире сыграл 2 марта 2023 года против сборной Иордании, которая по итогу оказалась сильнее. На групповом этапе вместе со сборной занял 3 место в группе и покинул турнир.

## Достижения
Сборная
Таджикистан (до 17)
- Победитель Кубка Развития: 2021